# Victoria-Ștefania Petreanu
Victoria-Ștefania Petreanu (* 21. Januar 2003) ist eine rumänische Steuerfrau im Rudern, die bis 2024 eine Goldmedaille bei Olympischen Spielen, zwei Goldmedaillen bei Weltmeisterschaften und zwei Goldmedaillen bei Europameisterschaften gewann.

## Sportliche Karriere
Ihre erste internationale Medaille erhielt Petreanu bei den Junioren-Weltmeisterschaften 2017, als sie mit dem rumänischen Achter die Bronzemedaille erkämpfte. Im Jahr darauf belegte sie bei den U23-Weltmeisterschaften 2018 mit dem Achter den siebten Platz. Im gleichen Jahr wurde sie mit dem Achter Dritte bei den Junioren-Weltmeisterschaften. 2019 folgte der vierte Platz bei den U23-Weltmeisterschaften. Bei den U23-Weltmeisterschaften 2021 gewann Petreanu den Titel im Vierer mit Steuerfrau, im Achter wurde sie Sechste. Vier Jahre nach ihrer ersten Medaille gewann sie bei den Junioren-Weltmeisterschaften 2021 noch einmal Bronze im Achter.
2022 trat sie erstmals im Ruder-Weltcup an. Bei den Weltmeisterschaften in Račice u Štětí gewann der von Petreanu gesteuerte Achter den Weltmeistertitel. 2023 bei den Europameisterschaften in Bled gewann der rumänische Achter den Titel. Drei Monate später bei den Weltmeisterschaften in Belgrad siegte der rumänische Achter vor den Ruderinnen aus den Vereinigten Staaten. 2024 gewann der rumänische Achter bei den Europameisterschaften in Szeged vor den Britinnen. Drei Monate später bei den Olympischen Spielen in Paris führten die Rumäninnen vom Start bis ins Ziel und siegten vor den Kanadierinnen und dem britischen Achter.